# Hediste
Genre
Hediste est un genre de vers annélides polychètes marins appartenant à la famille des Nereididae.

## Liste d'espèces
Selon World Register of Marine Species (17 décembre 2022) :
- Hediste astae Teixeira, Ravara, Langeneck & Bakken in Teixeira, Bakken, Vieira, Langeneck, Sampieri, Kasapidis, Ravara, Nygren & Costa, 2022
- Hediste atoka Sato & Nakashima, 2003
- Hediste diadroma Sato & Nakashima, 2003
- Hediste diversicolor (O.F. Müller, 1776)
- Hediste japonica (Izuka, 1908)
- Hediste limnicola (Johnson, 1903)
- Hediste pontii Teixeira, Ravara, Langeneck & Bakken in Teixeira, Bakken, Vieira, Langeneck, Sampieri, Kasapidis, Ravara, Nygren & Costa, 2022
- Hediste rabatensis (Mohammad, 1989)
- Hediste kermadeca Kirkegaard, 1995